# La rivoluzione non passerà in TV
La rivoluzione non passerà in TV è un singolo del gruppo musicale italiano Lo Stato Sociale, pubblicato il 4 aprile 2015 come terzo estratto dall'album L'Italia peggiore.

## Tracce
1. La rivoluzione non passerà in TV – 3:16
2. La felicità non è una truffa – 5:25